# Itampolo
Itampolo is een plaats en commune in het zuiden van Madagaskar, behorend tot het district Ampanihy, dat gelegen is in de regio Atsimo-Andrefana. Tijdens een volkstelling in 2001 telde de plaats 6.553 inwoners.
De plaats biedt alleen lager onderwijs aan. 60% van de bevolking werkt als landbouwer, 20% houdt zich bezig met veeteelt en 15% verdient zijn brood als visser. De belangrijkste landbouwproducten zijn maniok en erwten; andere belangrijke producten zijn mais en zoete aardappelen. Verder is 5% actief in de dienstensector.